# 铁日木乡 (疏附县)
铁日木乡，是中华人民共和国新疆维吾尔自治区喀什地区疏附县下辖的一个乡镇级行政单位。

## 行政区划
铁日木乡下辖以下地区：
尤勒滚布格拉村、托万克铁日木村、尤喀克铁日木村和托特库拉村。